# Théâtre du Quartier latin
Le théâtre du Quartier latin est une ancienne salle de spectacle parisienne située 9, rue Champollion à Paris dans le 5e arrondissement (Quartier latin) et dirigé par Michel de Ré jusqu'en 1956.

## Répertoire
- 1951 : Mi-figue, mi-raisin de Jean Tardieu, mise en scène Michel de Ré
- 1951 : Treize pièces à louer 13 courtes pièces, mises en scène Michel de Ré (24 avril)
  - Opéra biographique de François Billetdoux
  - Le Grand Comédien de Guillaume Hanoteau
  - Les Temps faciles de Steve Passeur
  - La Postérité de Guillaume Hanoteau
  - À la chasse comme à la chasse de François Billetdoux
  - Les Erreurs de Jean Tardieu
  - Oswald et Zenaïde de Jean Tardieu
  - La Vue noire de Guillaume Hanoteau
  - L'Ecole des femmes de Pierre Devaux
  - Ce que parler veut dire de Jean Tardieu
  - Incognito, chansons de Roland Dubillard
  - Réflexion faite de Steve Passeur
  - La Maison des confidences de Henri Duvernois
- 1951 : La Reine Mère ou les Valois terribles, opéra-bouffe de Pierre Devaux, musique Georges Van Parys (31 octobre)
- 1952 : L'Amour en papier de Louis Ducreux et Le Jardin du Roi de Pierre Devaux, mise en scène Michel de Ré (10 mars)
- 1953 : Sens interdit d'Armand Salacrou,  Sisyphe et la Mort de Robert Merle et Les Amitiés dangereuses de Maurice Tillet et André Salvet, mise en scène Michel de Ré (9 janvier)
- 1953 : Victimes du devoir d'Eugène Ionesco, mise en scène Jacques Mauclair (26 février)
- 1953 : Musique pour sourds de Charles Spaak, 26 février
- 1953 : Actes de grâce, spectacle en trois pièces, mises en scène Michel de Ré (7 mai)
  - Les Aveux les plus doux de Georges Arnaud
  - Fraternité de Fernand Fleuret et Georges Girard
  - La Tête des autres de Marcel Aymé
- 1953 : La Reine Mère ou Pas un mot à la Reine Mère, opéra-bouffe de Pierre Devaux, musique Georges Van Parys
- 1954 : La Tour Eiffel qui tue de Guillaume Hanoteau, mise en scène Michel de Ré (4 mai)
- 1954 : La Bande à Bonnot d'Henri-François Rey, mise en scène Michel de Ré (17 décembre)